# Коллер, Иоганн
Иоганн Коллер (нем. Johann Koller; 3 апреля 1921 или 3 марта 1921 — 21 января 1999) — австрийский и германский хоккеист на траве, нападающий. Участник летних Олимпийских игр 1948 и 1952 годов.

## Биография
Иоганн Коллер родился 3 апреля 1921 года.
Выступал на молодёжном уровне за клуб «Оллраунд» (позже «Вена»). В 1939—1953 годах выступал за венский «Арминен».
В 1948 году вошёл в состав сборной Австрии по хоккею на траве на летних Олимпийских играх в Лондоне, поделившей 7-9-е места. Играл на позиции нападающего, провёл 2 матча, мячей не забивал.
В 1952 году вошёл в состав сборной Австрии по хоккею на траве на летних Олимпийских играх в Хельсинки, поделившей 7-8-е места. Играл на позиции нападающего, провёл 2 матча, мячей не забивал.
В 1953 году стал инициатором строительства в Вене стадиона для хоккея на траве, сам участвовал в его возведении. Арена, на территории которой разместились два поля для хоккея на траве и четыре теннисных корта, открылась в 1963 году.

## Увековечение
18 октября 1997 года хоккейный стадион в Вене, создателем которого был Иоганн Коллер, был переименован в стадион имени Иоганна Коллера.
В Вене разыгрывается Кубок Иоганна Коллера по хоккею на траве среди мужских команд.